# Herbita subcostata
Herbita subcostata är en fjärilsart som beskrevs av W. Warren 1900. Herbita subcostata ingår i släktet Herbita och familjen mätare. Inga underarter finns listade i Catalogue of Life.